# 赫伦尼乌斯
赫伦尼乌斯( Quintus Herennius Etruscus Messius Decius，227年—251年）罗马帝国皇帝，251年在位。
赫伦尼乌斯是皇帝德西乌斯的儿子，251年，哥特人越过多瑙河侵入罗马帝国，皇帝德西乌斯出兵征讨。同时，他把自己的儿子赫伦尼乌斯立为共治的皇帝，罗马皇帝通常用这种方式表明将传位给赫伦尼乌斯。
但是251年6月，发生了阿伯里图斯战役，哥特人在其国王尼瓦的指挥下，打败了罗马的军队，德西乌斯本人和赫伦尼乌斯都在战斗中阵亡。
德西乌斯和赫伦尼乌斯是有史以来，第一次有罗马皇帝死于对蛮族的战争。